# Tondi Fatehpur
Tondi Fatehpur è una suddivisione dell'India, classificata come nagar panchayat, di 10.099 abitanti, situata nel distretto di Jhansi, nello stato federato dell'Uttar Pradesh.